# Estornell ametista
L'estornell ametista (Cinnyricinclus leucogaster) és una espècie d'ocell de la família dels estúrnids (Sturnidae), l'única del gènere Cinnyricinclus. Es troba estès per moltes zones de l'Àfrica subsahariana. Habita sabanes, matollars i boscos tropicals i subtropicals de frondoses secs, matollars d'altitud, cursos d'aigua i jardins rurals. El seu estat de conservació es considera de risc mínim.